# My Network TV

Logotyp.

My Network TV är ett amerikanskt tv-bolag som startade sina sändningar under hösten 2006. Bolaget ägs av News Corporation, som även är ägare till det större tv-bolaget Fox. Precis som Fox riktar My Network TV huvudsakligen in sig på ungdomspubliken. Till skillnad från systerkanalen har man dock den latinamerikanska befolkningen som sin huvudsakliga målgrupp.

## Historia
Under hösten 2006 gick tv-bolagen The WB och UPN ihop till The CW, i syfte att utmana Fox om de unga tittarna. I svar på detta startade News Corporation My Network, som även tog över flera av de WB- och UPN-stationer som inte gick upp i The CW. Premiärsändningarna ägde rum den 5 september 2006 och bolaget antas bli det sjätte största på den amerikanska marknaden efter ABC, CBS, NBC, Fox och The CW.
För närvarande består programutbudet huvudsakligen av såpoperorna Desire och Fashion House, samt av lokala program.